# فروندنهورن
فروندنهورن (به لاتین: Fründenhorn) یک کوه در سوئیس است که در کانتون برن واقع شده‌است. فروندنهورن ۳٬۳۶۹ متر بالاتر از سطح دریا واقع شده‌است.